# 真鍋信喜
真鍋 信喜（まなべ のぶき（「のぶよし」との記載もあり）、1907年11月3日 - 没年不詳）は、日本のジャーナリスト、新聞編集者。

## 経歴・人物
真鍋盛太郎の二男として福岡市に生まれる。1925年福岡県立中学修猷館を経て、1937年3月九州帝国大学法文学部を卒業（法学士）。
卒業後、満洲国通信社に入社。戦後、1948年信濃毎日新聞に論説委員として入社し、1956年編集副主幹を経て、1962年取締役に選任され、1970年論説主幹に就任する。1976年退社。
その後、長野県教育委員長などを務めた。